# Ahmed Tchataev
Ahmed Tchataev, dit « Odnoroukyï » ou en français « Le Manchot » (1980-2017), né en 1980 dans le village de Vedeno en Russie, est un djihadiste tchétchène, considéré comme un des principaux recruteurs de djihadistes pour l'Etat islamique. Il est suspecté d'être le cerveau de l'attentat d'Istanbul du 28 juin 2016. Il meurt à Tbilissi en novembre 2017 lors d'un accrochage avec les forces de sécurité géorgiennes.

## Biographie
Ahmed Tchataev rejoint les rangs des combattants tchétchènes lors de la seconde guerre de Tchétchénie, entre 1999 et 2000, pendant laquelle il perd son bras droit[réf. souhaitée].
En 2003, il obtient l'asile en Autriche.
En 2008, Ahmed Tchataev est arrêté près de Trelleborg, en Suède, dans une voiture transportant des armes et des explosifs, et purge un an de prison.
Le 3 janvier 2010, les autorités ukrainiennes arrêtent Ahmed Tchataev. Le ministre de l'Intérieur, Iouri Loutsenko, exhibe son téléphone portable dans lequel figureraient des photos de victimes d'attentats. Défendu par Amnesty International, Ahmed Tchataïev n'est pas extradé vers la Russie, en raison des risques de tortures.
Le 19 mai 2011, il est arrêté en Bulgarie près de la frontière avec la Turquie en vue de le remettre aux autorités russes. Mais fin juillet 2011, les autorités de Vienne rappellent à trois reprises à Sofia son statut de réfugié politique afin de stopper le processus d'extradition.
En Géorgie, à l’été 2012, pendant une mystérieuse opération des forces spéciales géorgiennes lancée dans la vallée de Lopota, près de la frontière avec le Daghestan, république russe, contre des insurgés islamistes du Nord-Caucase, Ahmed Tchataev est blessé par balle, puis amputé de la jambe gauche (Lopota incident). Il affirme avoir été mandaté par les forces de l'ordre pour négocier avec les guérilleros. En janvier 2013, le djihadiste tchétchène est jugé pour possession illégale d'explosifs, mais il est acquitté et libéré par la justice géorgienne, car les témoins de l'accusation affirmant qu'il était armé au moment de son arrestation dans la vallée se retractent au procès. Si Mikheil Saakachvili, alors président de la Géorgie, qualifie les événements dans la vallée de Lopota de « provocation russe », ses successeurs affirment que Tchataev était un agent des services secrets géorgiens sous la présidence de Saakachvili et travaillait pour ce dernier.
Après avoir quitté la Géorgie, Ahmed Tchataev se rend en Autriche sous prétexte de soigner ses blessures : en fait, il ne tarde pas à gagner la Syrie pour rejoindre les rangs de l'État islamique.
En octobre 2015, les autorités européennes le classent sur la liste des six Russes frappés de sanctions.
Selon le vice-président du Comité national antiterroriste russe Andreï Prjezdomski, Ahmed Tchataev serait chargé d'entraîner les auteurs d'attentats terroristes en Russie et en Europe.
Le 28 juin 2016, se déroule l'attentat de l'aéroport Atatürk d'Istanbul : le cerveau en serait Ahmed Tchataev, selon les services russes,
Le 22 novembre 2017, il meurt lors d'un accrochage avec les forces de l'ordre géorgiennes dans un quartier de Tbilissi. Son corps est identifié par son ADN et ses empreintes digitales,.